# 快乐中国-学汉语
《学汉语》是中國中央電視台一檔漢語教學節目。節目以輕鬆的手法，透過遊覽中國不同地方的風景名勝，再以雙言演出的方式，介紹中國文化和教授漢語。節目在中國和海外不同國家播出，得到很多海外觀眾歡迎。節目的主持人是大牛(Daniel)和韓佳。

## 外部連結
- 中央電視的介紹 （页面存档备份，存于）